# Arachniotus verruculosus
Arachniotus verruculosus är en svampart som beskrevs av G.F. Orr & Kuehn 1972. Arachniotus verruculosus ingår i släktet Arachniotus och familjen Gymnoascaceae.   Inga underarter finns listade i Catalogue of Life.